# NGC 3607
NGC 3607 ist ein elliptischer Quasar vom Hubble-Typ E/S0 im Sternbild Löwe auf der Ekliptik. Er ist schätzungsweise 39 Millionen Lichtjahre von der Milchstraße entfernt und hat einen Durchmesser von etwa 55.000 Lichtjahren. Gemeinsam mit NGC 3605 und NGC 3608 bildet sie das Galaxientrio Holm 240.
Das Objekt wurde  am 14. März 1784 von William Herschel entdeckt.